# Ghiacciaio Bucher
Il ghiacciaio Bucher (in inglese Bucher Glacier) è un piccolo ghiacciaio situato sulla costa di Fallières, nella parte sud-occidentale della Terra di Graham, in Antartide. Il ghiacciaio, il cui punto più alto si trova 633 m s.l.m., si trova in particolare sulla penisola German, dove scorre lungo il versante occidentale delle cime Rudozem fino ad arrivare al fiordo di Bourgeois, poco a nord di capo Bottrill.

## Storia
Il ghiacciaio Bucher è stato così battezzato nel 1958 dal Comitato britannico per i toponimi antartici in onore del glaciologo svizzero Edwin Bucher, autore di molte pubblicazioni riguardanti la neve e le valanghe.